# Sanlé Sory
Sanlé Sory est un photographe burkinabé, né en 1943 à Nianiagara en République de Haute-Volta.

## Biographie
Ibrahima Sanlé Sory arrive à Bobo-Dioulasso en 1957. Devenu journaliste et photographe, il réalise aussi l’illustration de pochettes de disques. 
Il ouvre son studio Volta Photo en 1960, alors que son pays accède à l’indépendance. Il achète un Rolleiflex 6×6, et commence par faire des photographies d’identité et des photographies d’accidents de la route pour la police locale. 
Rapidement, il atteint la notoriété à Bobo-Dioulasso, qui est alors la capitale culturelle et économique de l’ancienne Haute-Volta, et où les jeunes africains « avides de modernité » viennent « se faire tirer le portrait »,.
Réalisé entre 1960 et 1985, son travail photographique « témoigne du bonheur d’une liberté retrouvée et d’une effervescence sociale et culturelle unique en son genre. » Précieux témoin des années "Bobo Yéyé", Sory Sanlé a documenté les mutations de la société postcoloniale, après l’indépendance de la Haute-Volta (l’ancien nom du Burkina Faso). Au total, il a capturé des centaines de milliers de modèles et réalisé plus d’un million de négatifs, mêlant portraits, reportages et illustrations de pochettes de disque. 
Pourtant, cet autodidacte, considéré comme l’un des pionniers de la photographie africaine et l’un des derniers témoins de l’âge d’or de la photographie burkinabè, n’a jamais été reconnu dans son propre pays. 
Sory Sanlé a exposé à l’Art Institute of Chicago en 2018. 
Il vit toujours à Bobo-Dioulasso, où il continue de faire des photos d’identité et photographie les vendeuses de fruits et légumes au marché de la ville pour vivre.

## Expositions
- 2015 : Folk art africain ?, Fonds régional d’art contemporain de Bordeaux[3].
- 2015 : À la rencontre de la photographie africaine, médiathèque de Mérignac[3].
- 2018 : Retrospective, Art Institute of Chicago[5],[2].
- 2020 : Tête à Têtes - West African Portraiture from Independence into the 21st Century, David Hill Gallery, Londres[6].
- 2020 : Bobo Yéyé, Sanlé Sory, Galerie du Château d’Eau, Toulouse[7].

### Portfolio
- Sanlé Sory, photographies.

### Vidéogramme
- « Sanlé Sory » film de Florent Mazzoleni et Eric Chabrely, 31 min, 2019.